# Part Time Wife
Part Time Wife is een Amerikaanse filmkomedie uit 1930 onder regie van Leo McCarey.

## Verhaal
Omdat de zakenman Jim Murdock te weinig aandacht schenkt aan zijn vrouw, gaat ze zich interesseren voor golf. Jim krijgt intussen van zijn dokter het advies om golf te gaan spelen. Met de hulp van de caddie Tommy Milligan leert hij de kneepjes van de sport. Hij daagt zijn vrouw uit voor een partijtje golf om te bewijzen dat hij zijn leven heeft gebeterd.

## Rolverdeling
| Acteur          | Personage       |
| --------------- | --------------- |
| Edmund Lowe     | Jim B. Murdock  |
| Leila Hyams     | Mevrouw Murdock |
| Tommy Clifford  | Tommy Milligan  |
| Walter McGrail  | Johnny Spence   |
| Louise Payne    | Deveney         |
| Sam Lufkin      | Caddiemaster    |
| Bodil Rosing    | Martha          |
| George Corcoran | Charles         |